# Copris vitalisi
Copris vitalisi är en skalbaggsart som beskrevs av Gillet 1921. Copris vitalisi ingår i släktet Copris och familjen bladhorningar. Inga underarter finns listade i Catalogue of Life.